# James Waldegrave, I conte Waldegrave
James Waldegrave, I conte Waldegrave (1684 – 11 aprile 1741), è stato un nobile e ambasciatore inglese.

## Biografia
Era il figlio di Henry Waldegrave, I barone di Chewton, e di sua moglie, Henrietta FitzJames, figlia illegittima di Giacomo II e di Arabella Churchill.

## Carriera
È stato nominato Lord of the Bedchamber (1723-1741), ambasciatore in Austria (1727–1730) e in Francia (1730-1740). In quel periodo partecipò alla realizzazione del Foundling Hospital.
Nel 1729 venne creato conte Waldegrave.
Fu membro della Massoneria.

## Matrimonio
Sposò, il 20 maggio 1714, Mary Webbe (?-22 gennaio 1718), figlia di Sir John Webbe, III Baronetto. Ebbero tre figli:
- James Waldegrave, II conte Waldegrave (1715–1763);
- Lady Henrietta Waldegrave (1717–1753), sposò in prime nozze Lord Edward Herbert, ebbero una figlia, sposò in seconde nozze John Beard, non ebbero figli;
- John Waldegrave, III conte Waldegrave (1718–1784).

Dopo la morte della moglie si convertì al cattolicesimo, perdendo il suo posto nella Camera dei lord.

## Morte
Morì l'11 aprile 1741.

## Ascendenza
|                                                   |                                                    |                                                  | Genitori                            |  |  | Nonni |  |  | Bisnonni                           |  |  | Trisnonni                          |  |
|                                                   |                                                    |                                                  |                                     |  |  |       |  |  | Sir Henry Waldegrave, II baronetto |  |  | Sir Edward Waldegrave, I baronetto |  |
|                                                   |                                                    |                                                  |                                     |  |  |       |  |  | Sir Henry Waldegrave, II baronetto |  |  | Sir Edward Waldegrave, I baronetto |  |
|                                                   |                                                    | Eleanor Lovell                                   |                                     |  |  |       |  |  | Sir Henry Waldegrave, II baronetto |  |  |                                    |  |
| Sir Charles Waldegrave, III baronetto             |                                                    |                                                  |                                     |  |  |       |  |  | Sir Henry Waldegrave, II baronetto |  |  |                                    |  |
|                                                   |                                                    | Anne Paston                                      | Edward Paston                       |  |  |       |  |  |                                    |  |  |                                    |  |
|                                                   |                                                    | Anne Paston                                      | Edward Paston                       |  |  |       |  |  |                                    |  |  |                                    |  |
|                                                   |                                                    | Anne Paston                                      | Margaret Berney                     |  |  |       |  |  |                                    |  |  |                                    |  |
| Henry Waldegrave, I barone di Chewton             |                                                    | Anne Paston                                      |                                     |  |  |       |  |  |                                    |  |  |                                    |  |
|                                                   |                                                    | Sir Francis Englefield, II baronetto             | Sir Francis Englefield, I baronetto |  |  |       |  |  |                                    |  |  |                                    |  |
|                                                   |                                                    | Sir Francis Englefield, II baronetto             | Sir Francis Englefield, I baronetto |  |  |       |  |  |                                    |  |  |                                    |  |
|                                                   |                                                    | Sir Francis Englefield, II baronetto             | Jane Browne                         |  |  |       |  |  |                                    |  |  |                                    |  |
| Eleanor Englefield                                |                                                    | Sir Francis Englefield, II baronetto             |                                     |  |  |       |  |  |                                    |  |  |                                    |  |
|                                                   |                                                    | Winifred Brooksby                                | William Brookesby                   |  |  |       |  |  |                                    |  |  |                                    |  |
|                                                   |                                                    | Winifred Brooksby                                | William Brookesby                   |  |  |       |  |  |                                    |  |  |                                    |  |
|                                                   |                                                    | Winifred Brooksby                                | Dorothea Wiseman                    |  |  |       |  |  |                                    |  |  |                                    |  |
| James Waldegrave, I conte Waldegrave              |                                                    | Winifred Brooksby                                |                                     |  |  |       |  |  |                                    |  |  |                                    |  |
|                                                   | Charles I, re d'Inghilterra, di Scozia e d'Irlanda | James I, re d'Inghilterra, di Scozia e d'Irlanda |                                     |  |  |       |  |  |                                    |  |  |                                    |  |
|                                                   | Charles I, re d'Inghilterra, di Scozia e d'Irlanda | James I, re d'Inghilterra, di Scozia e d'Irlanda |                                     |  |  |       |  |  |                                    |  |  |                                    |  |
|                                                   | Charles I, re d'Inghilterra, di Scozia e d'Irlanda | Anna di Danimarca                                |                                     |  |  |       |  |  |                                    |  |  |                                    |  |
| James II, re d'Inghilterra, di Scozia e d'Irlanda | Charles I, re d'Inghilterra, di Scozia e d'Irlanda |                                                  |                                     |  |  |       |  |  |                                    |  |  |                                    |  |
|                                                   |                                                    | Henriette-Marie di Francia                       | Henri IV, re di Francia e Navarra   |  |  |       |  |  |                                    |  |  |                                    |  |
|                                                   |                                                    | Henriette-Marie di Francia                       | Henri IV, re di Francia e Navarra   |  |  |       |  |  |                                    |  |  |                                    |  |
|                                                   |                                                    | Henriette-Marie di Francia                       | Maria de' Medici                    |  |  |       |  |  |                                    |  |  |                                    |  |
| Lady Henrietta FitzJames                          |                                                    | Henriette-Marie di Francia                       |                                     |  |  |       |  |  |                                    |  |  |                                    |  |
|                                                   |                                                    | Sir Winston Churchill                            | Sir John Churchill                  |  |  |       |  |  |                                    |  |  |                                    |  |
|                                                   |                                                    | Sir Winston Churchill                            | Sir John Churchill                  |  |  |       |  |  |                                    |  |  |                                    |  |
|                                                   |                                                    | Sir Winston Churchill                            | Sarah Winston                       |  |  |       |  |  |                                    |  |  |                                    |  |
| Arabella Churchill                                |                                                    | Sir Winston Churchill                            |                                     |  |  |       |  |  |                                    |  |  |                                    |  |
|                                                   |                                                    | Elizabeth Drake                                  | Sir John Drake                      |  |  |       |  |  |                                    |  |  |                                    |  |
|                                                   |                                                    | Elizabeth Drake                                  | Sir John Drake                      |  |  |       |  |  |                                    |  |  |                                    |  |
|                                                   |                                                    | Elizabeth Drake                                  | Eleanor Boteler                     |  |  |       |  |  |                                    |  |  |                                    |  |
|                                                   |                                                    | Elizabeth Drake                                  |                                     |  |  |       |  |  |                                    |  |  |                                    |  |